# Калчинели (Пезаро и Урбино)
Калчинели (итал. Calcinelli) је насеље у Италији у округу Пезаро и Урбино, региону Марке.
Према процени из 2011. у насељу је живело 5198 становника. Насеље се налази на надморској висини од 82 м.